# Maurus Twerenbold

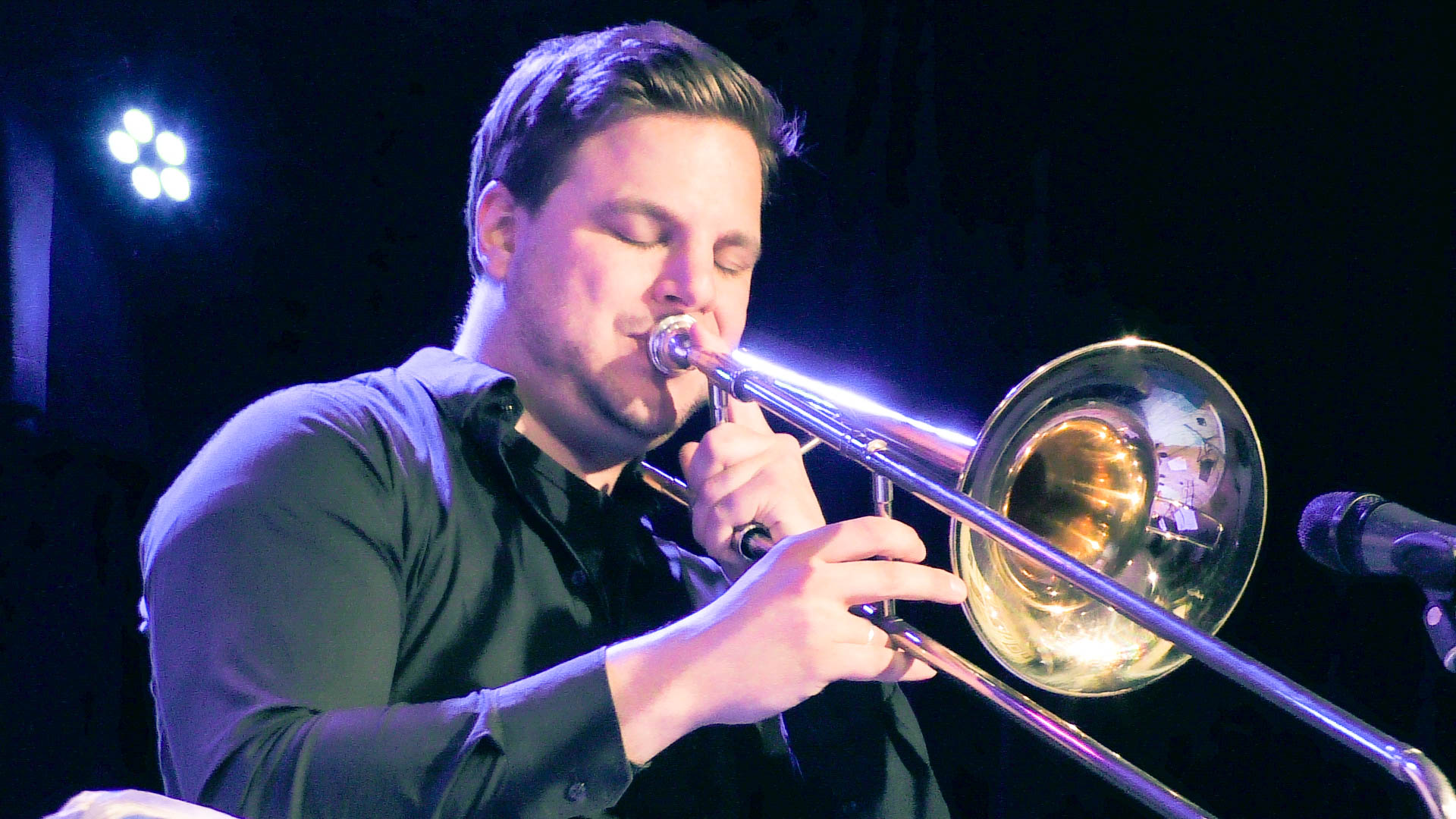
Maurus Twerenbold (2017)

Maurus Twerenbold (* 13. September 1988 in Zug) ist ein Schweizer Jazzmusiker (Posaune, Komposition).
Twerenbold kam durch die Mitgliedschaft in der Bigband Zug zum Jazz und studierte Jazzposaune an der Musikhochschule Luzern bei Nils Wogram, Adrian Mears und Gerry Hemingway sowie Komposition bei Ed Partyka. Nach dem Master-Abschluss absolvierte er den Master in Musikpädagogik am Jazzcampus Basel bei Michael Büttler und Adrian Mears. Des Weiteren verbrachte er während des Studiums ein Auslandsjahr in Amsterdam und studierte dabei am Conservatorium van Amsterdam bei Erik van Lier, Bert Boeren, Martijn Sohier und Jilt Jansma. Ab den 2010er-Jahren spielte er u. a. in den Formationen Generations Unit 2014, bei Luca Sisera Roofer und im Lucerne Jazz Orchestra, an dessen Album Oaktree (2016) er beteiligt war. 2014 nahm er unter eigenem Namen (Maurus Twerenbold Non Harmonic Quartet) sein Debütalbum White Page (Unit Records) auf, an dem Toni Amadeus Bechtold (Tenorsaxophon, Bassklarinette), Lukas Traxel (Bass) und Daniel „D-Flat“ Weber (Schlagzeug) mitwirkten.

## Diskographische Hinweise
- Maurus Twerenbold Non Harmonic Quartet: White Page (Unit Records, 2015)
- Luca Sisera Roofer Feat. Alexey Kruglov: Moscow Files (Leo, 2017)